# Filippo Filonardi

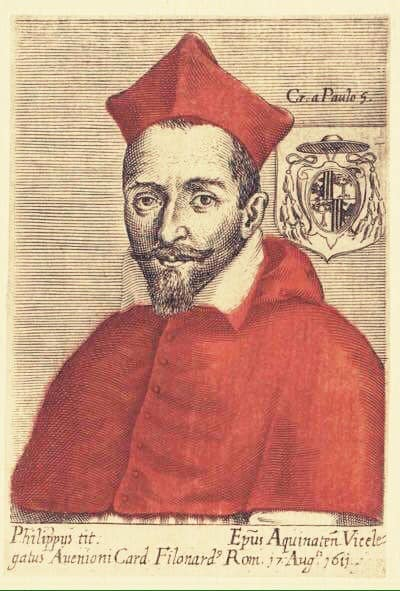
Filippo Filonardi

Kardinalswappen (modernes Schema)

Filippo Filonardi (* 1582 in Bauco; † 29. September 1622) war ein italienischer römisch-katholischer Kardinal.

## Leben
Filippo Filonardi wurde in Bauco im Bistum Veroli im Jahr 1582 als Sohn von Scipione Filonardi und Brigida Ambrosi geboren. Er studierte am Collegio Romano und an der Universität von Pisa und schloss das Studium mit der Promotion in utroque iure ab. An einem unbekannten Datum zum Priester geweiht, wurde er am 24. November 1608 zum Bischof von Aquino ernannt und am 28. Dezember 1608 zum Bischof geweiht. 1609 wurde er Vizegouverneur in Fermo und von 1610 bis Juni 1614 war er Vize-Legat in Avignon. Bereits im Alter von 29 Jahren wurde er am 17. August 1611 im Konsistorium von Paul V. zum Kardinal erhoben und am 9. Juli 1614 zum Kardinalpriester von Santa Maria del Popolo ernannt. Das Bischofsamt von Aquino gab er am 18. Mai 1615 ab und starb sieben Jahre später am 29. September 1622. Er wurde im Familiengrab in Bauco beerdigt. Er war an mehreren Bischofsweihen, so von Metello Bichi, Valeriano Muti und Michelangelo Tonti, beteiligt und nahm am Konklave 1621 teil, das zum Pontifikat von Gregor XV. führte.